# Le Grand-Bornand
Le Grand-Bornand is een klein dorp en gemeente in de buurt van Annecy in het Franse departement Haute-Savoie (regio Auvergne-Rhône-Alpes) en telt 2115 inwoners (1999). De plaats maakt deel uit van het arrondissement Annecy.
Le Grand-Bornand ligt in de Franse Voor-Alpen, tussen het massif des Bornes in het noorden en westen en de Aravisketen. Direct ten noordoosten van het dorp ligt de Mont Lachat de Châtillon (2050 m). Het dorp ligt op een hoogte van 950 meter, in de winter kan er geskied worden tot 2030 meter hoogte. 

## Bereikbaarheid
Vanuit Le Grand-Bornand vertrekt de weg naar de Col de la Colombière naar Cluses. Annecy is via het zadel bij Saint-Jean-de-Sixt en Thônes te bereiken. Via de vallei van de Borne is Bonneville te bereiken. Een vierde toegang gebeurt over de Col des Aravis vanuit het Val d'Arly.

## Demografie
Onderstaande figuur toont het verloop van het inwonertal (bron: INSEE-tellingen).

## Overstroming 1987
Op 14 juli 1987 kwamen 23 mensen om het leven toen een camping in Le Grand-Bornand overspoeld werd door de rivier Borne die door noodweer buiten haar oevers was getreden. De overheid moest de families van de slachtoffers schadevergoeding betalen toen bleek dat de camping vanwege het overstromingsgevaar niet op deze locatie had mogen worden aangelegd.

## Sport

### Olympische Spelen
Annecy was met onder meer Le Grand-Bornard een kandidaat voor de Olympische Spelen van 2018, maar verloor de verkiezing van Pyeongchang.

### Ronde van Frankrijk
Le Grand-Bornand was zes maal finishplaats in de Ronde van Frankrijk. In 2004 werd de etappe gewonnen door Lance Armstrong, in 2007 door Linus Gerdemann, in 2009 was Fränk Schleck de beste, in 2013 pakte Rui Costa de zege en in 2018 was het feest voor de Fransman Julian Alaphilippe en in 2021 was Dylan Teuns er de voorlopig laatste ritwinnaar. Justine Ghekiere won in 2024 de eerste aankomst in de Tour de France Femmes.

### Biatlon
Le Grand-Bornand is de belangrijkste plaats voor de Franse biatlonsport. Regelmatig worden er wedstrijden voor de Wereldbeker biatlon georganiseerd. Deze wedstrijden trekken wel 20.000 toeschouwers.